# Liste der Gesandten des Fürstentums und Kantons Neuenburg an die eidgenössische Tagsatzung
Dies ist eine Liste der Gesandten des Fürstentums und Kantons Neuenburg an die eidgenössische Tagsatzung. Die Liste ist ab 1816 – was die in den Verzeichnissen der Abschiede genannten Gesandten betrifft – vollständig.
| Tagsatzung | Gesandter                                | Ämter                                                               |
| ---------- | ---------------------------------------- | ------------------------------------------------------------------- |
| 1816       | de Pierre                                | Präsident des Staatsrats, Maire von Neuenburg                       |
| 1816       | Graf Ludwig von Pourtalès                | Staatsrat, Oberstlieutenant der Artillerie                          |
| 1817       | Karl Ludwig de Pierre                    | Präsident des Staatsrats, Maire von Neuenburg                       |
| 1817       | Graf Ludwig von Pourtalès                | Staatsrat, Oberstlieutenant der Artillerie                          |
| 1818       | Carl Ludwig de Pierre                    | Präsident des Staatsrats, Maire von Neuenburg                       |
| 1818       | Friedrich August de Montmollin           | Staatsrat, Staatsschreiber                                          |
| 1819       | de Pierre                                | Präsident des Staatsrats, Maire von Neuenburg                       |
| 1819       | de Courvoisier                           | Staatsrat, Maire von Les Verrières                                  |
| 1820       | de Pierre                                | Präsident des Staatsrats, Maire von Neuenburg                       |
| 1820       | de Courvoisier                           | Staatsrat, Maire von Les Verrières                                  |
| 1821       | Graf Ludwig von Pourtalès                | Staatsrat, eidgenössischer Oberst                                   |
| 1821       | Freyherr Friedrich von Chambrier         | Staatsrat                                                           |
| 1822       | Louis Courvoisier                        | Maire von Les Verrières                                             |
| 1822       | Freyherr Frédéric-Alexandre de Chambrier | Staatsrat                                                           |
| 1823       | Louis Courvoisier                        | Maire von Les Verrières                                             |
| 1823       | Charles de Perrot                        | Avocat général                                                      |
| 1824       | Henri-Alphonse de Sandoz-Rollin          | Staatsrat                                                           |
| 1824       | Jean Pierre Henri Sigismond de Meuron    | Staatsrat                                                           |
| 1825       | Auguste Charles François de Perrot       | Staatsrat, Maire von Neuenburg                                      |
| 1825       | Louis de Marval                          | Interprète de S.M. le Roi de Prusse                                 |
| 1826       | Auguste Charles François de Perrot       | Staatsrat, Maire von Neuenburg                                      |
| 1826       | Louis de Marval                          | Commissaire général                                                 |
| 1827       | Auguste Charles François de Perrot       | Staatsrat, Maire von Neuenburg                                      |
| 1827       | Louis Auguste de Pourtalès               | Maire von Cortaillod                                                |
| 1828       | Auguste Charles François de Perrot       | Staatsrat, Maire von Neuenburg                                      |
| 1828       | Graf Louis Auguste de Pourtalès          | Maire von Cortaillod                                                |
| 1829       | Baron de Chambrier                       | Conseiller d’Etat et Procureur général                              |
| 1829       | François de Sandoz-Travers               | Maire von Les Verrières                                             |
| 1830.07    | Frédéric-Alexandre de Chambrier          | Staatsrat, Generalprokurator                                        |
| 1830.07    | François de Sandoz-Travers               | Maire von Les Verrières                                             |
| 1830.12    | Baron Frédéric-Alexandre de Chambrier    | Staatsrat, Generalprokurator                                        |
| 1830.12    | François de Sandoz-Travers               | Maire von Les Verrières                                             |
| 1831       | Ludwig Courvoisier                       | Hauptmann, Kastellan des Val de Travers                             |
| 1831       | Franz von Sandoz-Travers                 | Maire von Les Verrières                                             |
| 1832.03    | Baron Friedrich von Chambrier            | Staatsrat                                                           |
| 1832.03    | Karl Jünod                               | Mitglied des gesetzgebenden Körpers                                 |
| 1832.05    | Friedrich von Chambrier                  | Staatsrat                                                           |
| 1832.05    | Karl Jünod                               | Strassen- und Brückeninspektor, Mitglied des gesetzgebenden Körpers |
| 1832.07    | Friedrich von Chambrier                  | Staatsrat                                                           |
| 1832.07    | Karl Jünod                               | Strassen- und Brückeninspektor, Mitglied des gesetzgebenden Körpers |
| 1833       | 1833                                     | (abwesend)                                                          |
| 1834       | Georg Petitpierre von Wesdehlen          | ordentlicher Staatsrat                                              |
| 1834       | Eugen Terrisse                           | Statthalter, Mitglied des gesetzgebenden Körpers                    |
| 1835       | Friedrich von Chambrier                  | ordentlicher Staatsrat, Generalprokurator                           |
| 1835       | Friedrich von Rougemont                  | Mitglied des gesetzgebenden Körpers                                 |
| 1836       | Friedrich von Chambrier                  | Staatsrat                                                           |
| 1836       | Friedrich von Rougemont                  | Mitglied des gesetzgebenden Körpers                                 |
| 1837       | Baron Friedrich Alexander von Chambrier  | Präsident des Staatsrats, Generalprokurator                         |
| 1837       | Heinrich Friedrich von Meuron-Terrisse   | Oberstlieutenant, Mitglied des Grossen Rats                         |
| 1838       | Heinrich Florian Calame                  | ordentlicher Staatsrat, Staatsschreiber                             |
| 1838       | Friedrich Eugen Terrisse                 | Statthalter, Mitglied des gesetzgebenden Körpers                    |
| 1839       | Heinrich Florian Calame                  | Staatsrat, Ratsschreiber                                            |
| 1839       | Friedrich Eugen Terrisse                 | Statthalter, Mitglied des Repräsentantenrats                        |
| 1840       | Heinrich Florian Calame                  | Staatsrat                                                           |
| 1840       | Ludwig Philipp de Pierre                 | Mitglied des gesetzgebenden Körpers                                 |
| 1841.03    | Heinrich Florian Calame                  | Staatsrat                                                           |
| 1841.03    | Ludwig Philipp de Pierre                 | Mitglied des gesetzgebenden Körpers                                 |
| 1841.07    | Heinrich Florian Calame                  | Staatsrat                                                           |
| 1841.07    | Ludwig Philipp de Pierre                 | Mitglied des gesetzgebenden Körpers                                 |
| 1842       | Heinrich Florian Calame                  | Staatsrat                                                           |
| 1842       | Ludwig Philipp de Pierre                 | Mitglied des gesetzgebenden Körpers                                 |
| 1843       | Heinrich Florian Calame                  | Staatsrat                                                           |
| 1843       | James de Meuron                          | Maire von Lignières, Mitglied des gesetzgebenden Körpers            |
| 1844.06    | Heinrich Florian Calame                  | Staatsrat                                                           |
| 1844.06    | James de Meuron                          | Mitglied des gesetzgebenden Körpers                                 |
| 1844.07    | Heinrich Florian Calame                  | Staatsrat                                                           |
| 1844.07    | James de Meuron                          | Mitglied des gesetzgebenden Körpers                                 |
| 1845.02    | Heinrich Florian Calame                  | Staatsrat                                                           |
| 1845.02    | James de Meuron                          | Maire von Lignières, Mitglied des gesetzgebenden Körpers            |
| 1845.07    | Heinrich Florian Calame                  | Staatsrat                                                           |
| 1845.07    | James de Meuron                          | Kastellan von Le Landeron, Mitglied des gesetzgebenden Körpers      |
| 1846       | Heinrich Florian Calame                  | Staatsrat                                                           |
| 1846       | Friedrich von Chambrier                  | Maire von La Chaux-de-Fonds                                         |
| 1847       | Heinrich Florian Calame                  | Staatsrat                                                           |
| 1847       | James von Meuron                         | Kommandant, Kastellan von Le Landeron                               |
| 1848       | Karl Ludwig Jeanrenaud-Besson            | Staatsrat                                                           |
| 1848       | Gonzalve Petitpierre                     | Mitglied des Grossen Rats                                           |